# Volvarina splendida
Volvarina splendida is een slakkensoort uit de familie van de Marginellidae. De wetenschappelijke naam van de soort is voor het eerst geldig gepubliceerd in 2005 door Cossignani.